# Şehrazat
Şehrazat ist ein weiblicher Vorname.

## Herkunft und Bedeutung
Der Vorname ist die türkische Form des persischen Namens Shahrazad (شهرزاد, DMG Šahrzād). Dieser Name bedeutet Tochter des Reiches oder auch Tochter der Stadt und stammt aus den persischen Elementen شهر, DMG šahr, ‚Stadt, Reich‘ und der Kurzform von geboren زاد, DMG zād, ‚Geborene/r‘. Es ist der Name der fiktiven Geschichtenerzählerin Scheherazade in 1001 Nacht. Sie erzählt ihrem Mann, dem König Schahryar (persisch شهريار, DMG Šahryār, ‚Freund des Reiches/der Stadt‘), 1001 Nächte lang jede Nacht eine Geschichte, um ihre Hinrichtung zu verzögern.
Varianten des Namens sind Shahrzad (persisch), Shahrizad (arabisch), Scheherazade, Sheherazade (Literatur), Şehrazad (türkisch).

## Bekannte Namensträgerinnen
- Şehrazat Kemali Söylemezoğlu, bekannt als Şehrazat (* 1952), türkische Sängerin, Komponistin, Songschreiberin, Produzentin, Geschäftsfrau und Philanthropin